# Axarastani
Tajadim Abu Alfate Maomé ibne Abdal Carim Axarastani (em árabe: تاج الدين أبو الفتح محمد بن عبد الكريم الشهرستاني‎; romaniz.: Tāj al-Dīn Abū al-Fath Muhammad ibn `Abd al-Karīm ax-Xahrastānī), melhor conhecido só como Axarastani, foi um influente historiador das religiões e heresiógrafo, tendo desenvolvido pioneiro método científico para o estudo de tais temas. Nasceu em 1086 na cidade de Xaristão, no Coração, onde iniciou seus estudos tradicionais. Depois, foi enviado a Nixapur, onde estudou sob diferentes mestres, todos discípulos do teólogo axarita Aljuaini. Aos 30, foi para Bagdá para prosseguir em seus estudos teológicos e por três anos lecionou na prestigiosa escola axarita de Nizamia. Depois, voltou à Pérsia, onde trabalho como naibe (preposto) da chancelaria do seljúcida Amade Sanjar (r. 1097–1118). No fim de sua vida, viveu em sua cidade natal. Morreu em 1153.